# Triepeolus lunatus
Triepeolus lunatus är en biart som först beskrevs av Thomas Say 1824.  Triepeolus lunatus ingår i släktet Triepeolus och familjen långtungebin. Inga underarter finns listade i Catalogue of Life.

## Bildgalleri

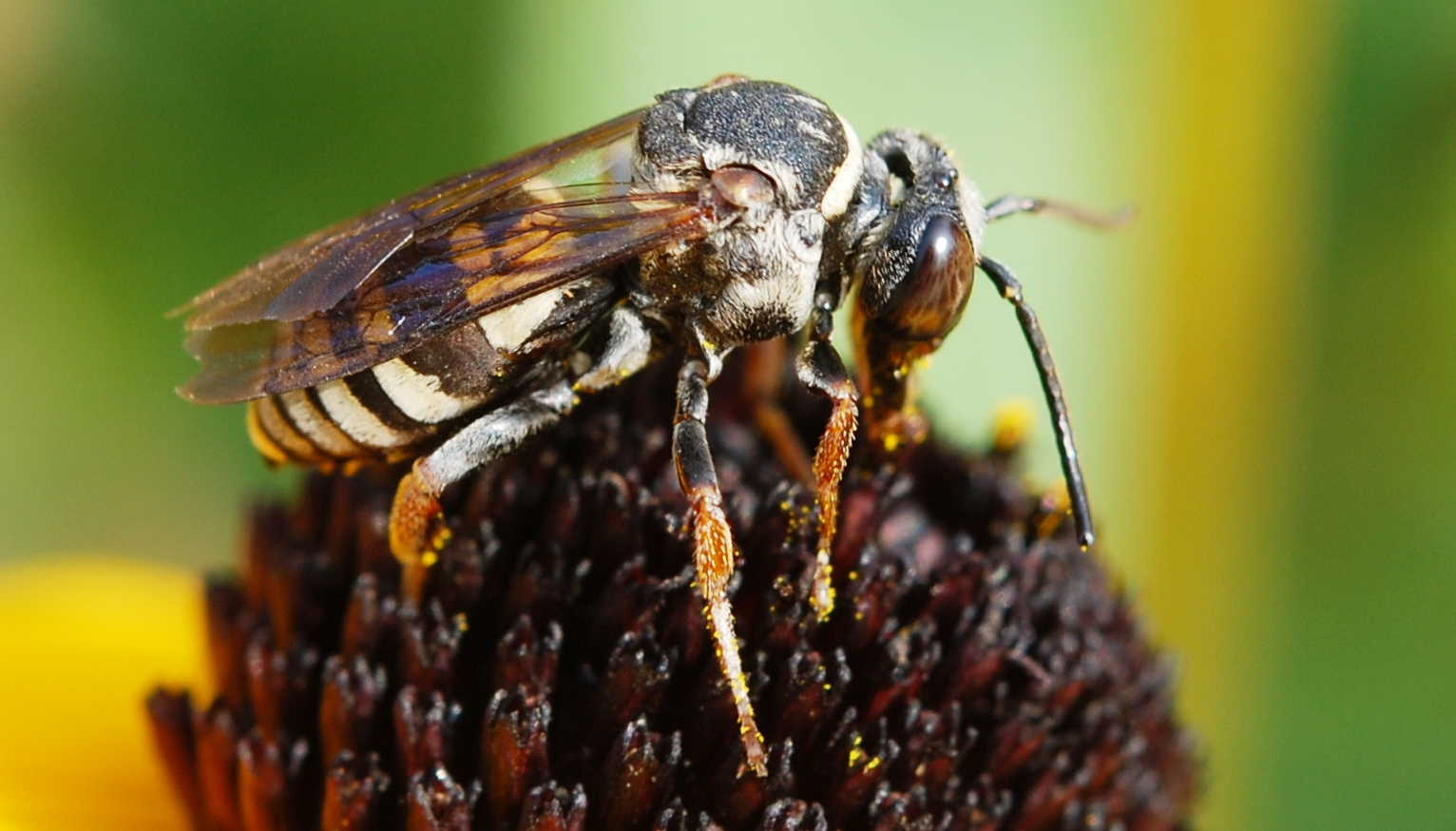